# Хайнрих фон Пирмонт
Хайнрих (II) фон Пирмонт (на немски: Heinrich II, Herr zu Pyrmont; † сл. 1327) е благородник от Графство Пирмонт, господар на замък Пирмонт в Айфел. Споменат е в документи през 1300 г.
Той е син на Дитрих II фон Пирмонт († сл. 1303) и съпругата му Лорета. Внук е на Хайнрих I фон Шьонберг, господар на Пирмонт († сл. 1287) и Алайдис фон Шьонек († 1280). Потомък е на Роберт фон Шьонберг, господар на Шьонберг и Пирмонт († сл. 1193), синът на Куно I фон Шьонберг, господар на Ойзлинг († сл. 1169).

## Фамилия
Хайнрих II фон Пирмонт се жени пр. 23 юни 1312 г. за Кунигунда фон Даун († пр, 1339), дъщеря на Фридрих I фон Даун-Дом († сл. 1323/1331) и Агнес фон Еш-Залм († 1312). Те имат един син:
- Куно VII фон Пирмонт († 24 юни 1347), женен на 17 юни 1330 г. за Елиза фон Льозних († сл. 2 септември 1399); имат син:
  - Хайнрих IV фон Пирмонт († 1406), женен пр. 12 юни 1374 г. за Катарина фон Гронсфелд († 1380); имат син:
    - Куно фон Пирмонт-Еренбург IX († сл. 8 февруари 1447), рицар, женен пр. 14 септември 1400 г. за Маргарета фон Шьоненберг (Шьонбург на Везел) († 29 юни 1439); имат три сина и три дъщери
      - Фридрих II фон Пирмонт-Еренбург († 11 декември 1491), господар на Пирмонт в Айфел, Льозних и Еренбург, женен на 19 май 1441 г. за Катарина фон Елтц († сл. 1493); имат една дъщеря